# Dryopsophus sauroni
Espèce
Synonymes
- Litoria sauroni Richards & Oliver, 2006

Statut de conservation UICN

 DD  : Données insuffisantes
Dryopsophus sauroni est une espèce d'amphibiens de la famille des Pelodryadidae.

## Répartition
Cette espèce est endémique de Papouasie-Nouvelle-Guinée. Elle se rencontre :
- sur le plateau Darai dans la province des Hautes-Terres méridionales à environ 420 m d'altitude ;
- à Dark End Lumber dans la province du Golfe.

## Étymologie
Cette espèce est nommée en référence à Sauron.

## Publication originale
- Richards & Oliver, 2006 : Two new species of large green canopy-dwelling frogs (Anura: Hylidae: Litoria) from Papua New Guinea. Zootaxa, no 1295, p. 41–60.